# هربرت برودکین
هربرت برودکین (انگلیسی: Herbert Brodkin؛ ‏ ۹ نوامبر ۱۹۱۲ – ۲۹ اکتبر ۱۹۹۰) کارگردان و تهیه‌کننده فیلم اهل ایالات متحده آمریکا بود.
از فیلم‌ها یا مجموعه‌های تلویزیونی که وی در آن‌ها نقش داشته‌است، می‌توان به هولوکاست و مورو اشاره نمود.